# Tipula (Formotipula) luteicorporis
Tipula (Formotipula) luteicorporis is een tweevleugelige uit de familie langpootmuggen (Tipulidae). De soort komt voor in het Palearctisch gebied.